# Wilhelm Kress

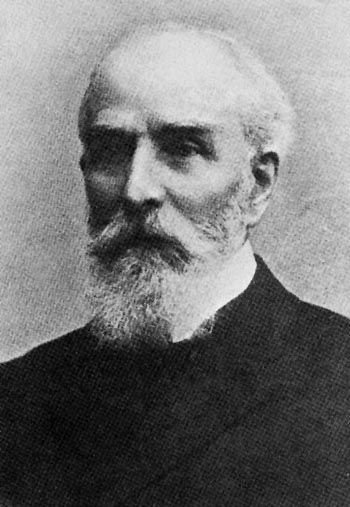
Wilhelm Kress

Wilhelm Kress (auch Wilhelm Kreß) (* 29. Juli 1836 in Sankt Petersburg; † 24. Februar 1913 in Wien) war ein österreichischer Flugpionier und Konstrukteur. Er baute 1901 ein Motorflugzeug am Wienerwaldsee westlich von Wien, allerdings kenterte das Wasserflugzeug bei Versuchsfahrten, ohne je abgehoben zu haben.

## Leben

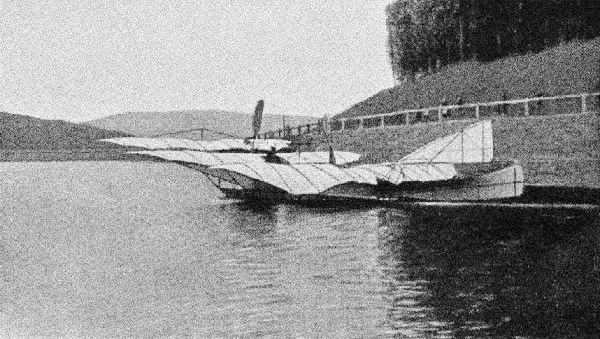
Kress’scher Drachenflieger auf dem Wienerwaldsee

Kress, ein Kind deutscher Eltern in der damaligen russischen Hauptstadt Sankt Petersburg, erlernte den Beruf eines Klavierbauers und zog 1873 von Erfurt nach Wien, wo er Vorlesungen an der k.k. Technischen Hochschule besuchte und 1877 das erste frei schwebende Drachenfliegermodell zum Fliegen brachte. Angetrieben wurde es durch verdrillte Gummifäden, nachdem Kress zuvor schon mit Uhrfedern und anderem experimentiert hatte (und schon 1864 seine ersten Luftschrauben baute), was sich aber alles als zu schwer erwies. Bis dahin galt die Regel, dass der Mensch durch nichts, was „schwerer als Luft“ sei, fliegen könne. Kress zeigte das Modell unter anderem dem Physik-Professor und Präsidenten der Wiener Akademie der Wissenschaften Josef Stefan in Wien und hinterlegte dort auf dessen Rat zur Sicherung seiner Prioritätsrechte eine Beschreibung. Kress wurde auch durch den berühmten Physiker Ludwig Boltzmann in Wien gefördert, der die Modelle von Kress auf seinen Vorträgen benutzte (unter anderem Über Luftschiffahrt 1894 auf der Naturforscherversammlung in Wien). Boltzmann gab ihm auch finanzielle Unterstützung für den Bau eines größeren Luftschrauben-Modells mit Elektromotor 1895.
Kress schrieb auch ein Buch Aviatik und beeinflusste die Versuche zum Beispiel von Hiram Stevens Maxim in England und Otto Lilienthal in Deutschland. Um 1900 erfand er den Steuerknüppel zur kombinierten Steuerung.
1898 bis 1901 konstruierte er den Kress’schen Drachenflieger, ein motorbetriebenen Dreidecker mit zwei gegenläufigen Propellern. Er entschied sich für ein Wasserflugzeug, da er keinen geeigneten Platz an Land für Startversuche fand und hoffte, dass das Wasser die Auswirkungen eventueller Unfälle begrenzen würde. Kress rechnete mit einem Abfluggewicht von 600 kg bei einer Motorleistung von mindestens 30 PS. Da sich in Österreich kein geeigneter Motor finden ließ, bestellte Kress einen Luftschiffmotor bei der Daimler-Motoren-Gesellschaft in Stuttgart, welche aber verspätet schließlich einen Motor lieferte, der statt 200 kg 380 kg wog und statt 35 PS nur etwa 30 PS leistete. Wegen des Übergewichts des Motors musste Kress auch weitere Verstärkungen am Flugzeug anbringen, welches schlussendlich auf ein Abfluggewicht von 850 kg kam. Es war für Kress völlig klar, dass er bei einem solchen Missverhältnis zwischen Gewicht und Leistung niemals die zum Abheben notwendige Geschwindigkeit erreichen würde. Jedoch wollte er das Flugzeug wenigstens für Erprobungsfahrten auf dem See verwenden. Allerdings lagen die Schwimmer sehr tief im Wasser, da sie nicht für dieses hohe Gewicht konstruiert worden waren. Aufgrund der geringen Größe des Sees musste Kress nach jedem Beschleunigungsversuch eine scharfe Wende fahren, um nicht mit der Staumauer zu kollidieren. Am 3. Oktober 1901 berührte nach dem vierten Fahrversuch eine Tragfläche während einer solchen scharfen Wende die Wasseroberfläche, worauf das Flugzeug kenterte und versank. Wilhelm Kress konnte unverletzt aus dem Wasser gerettet werden. Das Wrack des Flugzeugs wurde nach drei Tagen geborgen, womit immerhin der unersetzlich teure Motor für Kress gerettet war.
Im Sommer 1902 wurde ein neuer Drachenflieger fertiggestellt, doch aufgrund finanzieller Schwierigkeiten betreffend die Bespannung der Tragflächen und die Überführung auf den Neusiedlersee musste das Vorhaben eingestellt werden. Der Flugapparat wurde am 10. Oktober 1904 ins Wiener Arsenal gebracht. Im selben Jahr wurde Kreß in Österreich naturalisiert.

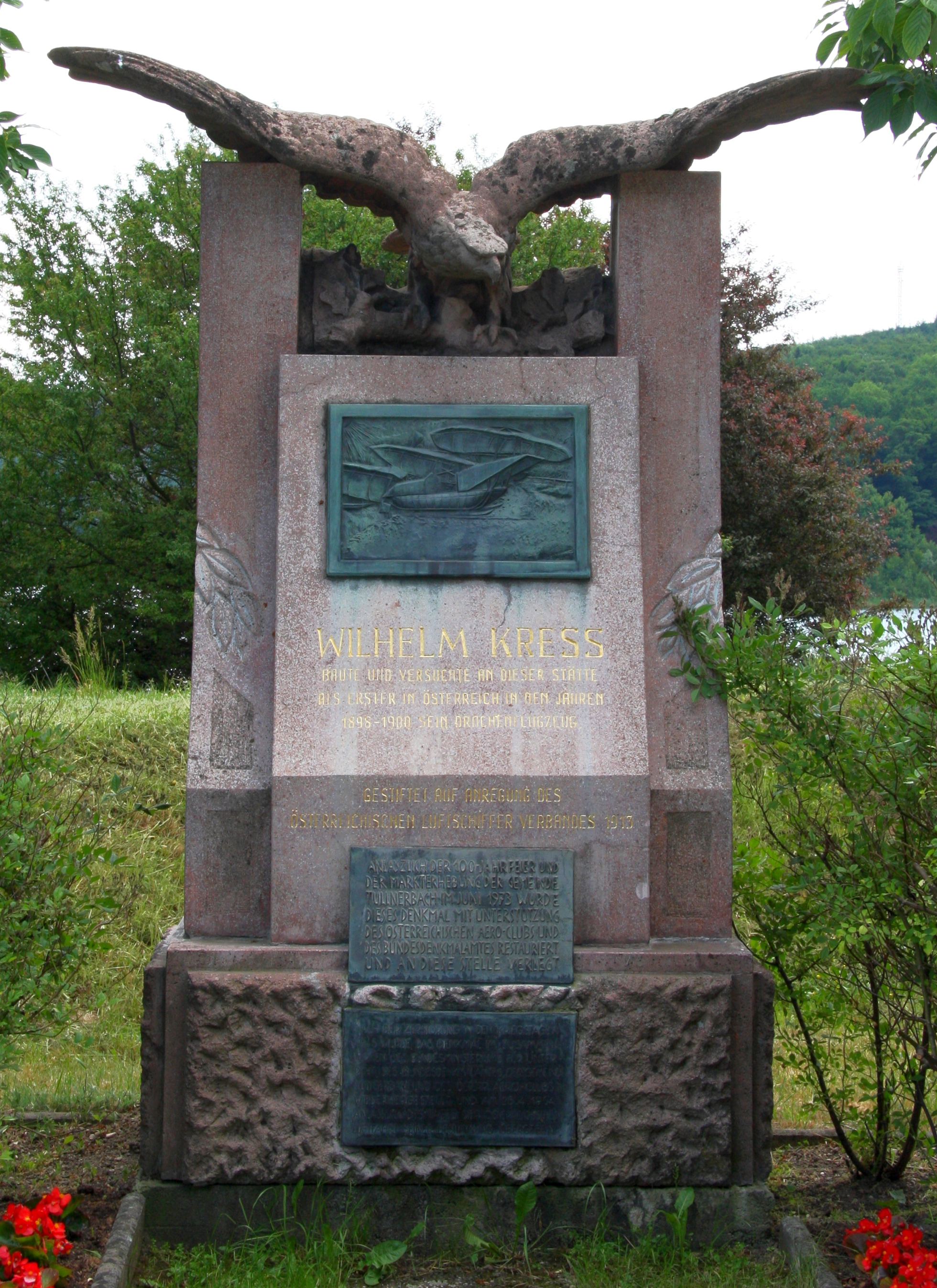
Das Denkmal für Wilhelm Kress neben dem Wienerwaldsee

Kress, der herzkrank war, wurde in den letzten Wochen seines Lebens von Lähmungserscheinungen geplagt. Eine schwere Grippe führte zu einer Lungenentzündung, und Kreß, betreut von Ehefrau und Tochter, verschied am Abend des 24. Februar 1913 an seinem Wohnsitz, Schüttelstraße 75, Wien-Leopoldstadt. Sein Leichnam wurde am 27. Februar 1913 in der Lutherischen Stadtkirche, Dorotheergasse 18, Wien-Innere Stadt, eingesegnet und danach auf dem Wiener Zentralfriedhof in einem Ehrengrab (auf Kosten des Wiener Stadtrates) feierlich beerdigt.
Am 5. Oktober 1913 wurde am nördlichen Seeufer des Wienerwaldsees (damals: Tullnerbachbassin) ihm zu Ehren ein vom Bildhauer Rudolf von Weigl († 1926/27), einem Schüler Hellmers, ausgeführtes Denkmal enthüllt, und Tullnerbach, in dessen Gemeindegebiet ein Teil des Sees liegt, nahm die Kress’sche Luftschraube in das Gemeindewappen auf. In Tullnerbach sind auch die Wilhelm Kress-Promenade und die Kressgasse nach dem Aeronauten benannt, in Wien-Simmering (11. Gemeindebezirk) der Wilhelm-Kreß-Platz sowie der Wilhelm-Kreß-Weg. In Salzburg findet sich im Stadtteil Taxham die Wilhelm-Kress-Straße, weiters am Bindermichl in Linz der Kressweg und die Wilhelm-Kress-Gasse in Kalsdorf bei Graz. In Guntramsdorf befindet sich die Wilhelm-Kreß-Gasse in einem Bereich wo Straßennamen an Erfinder und Technikpioniere erinnern.

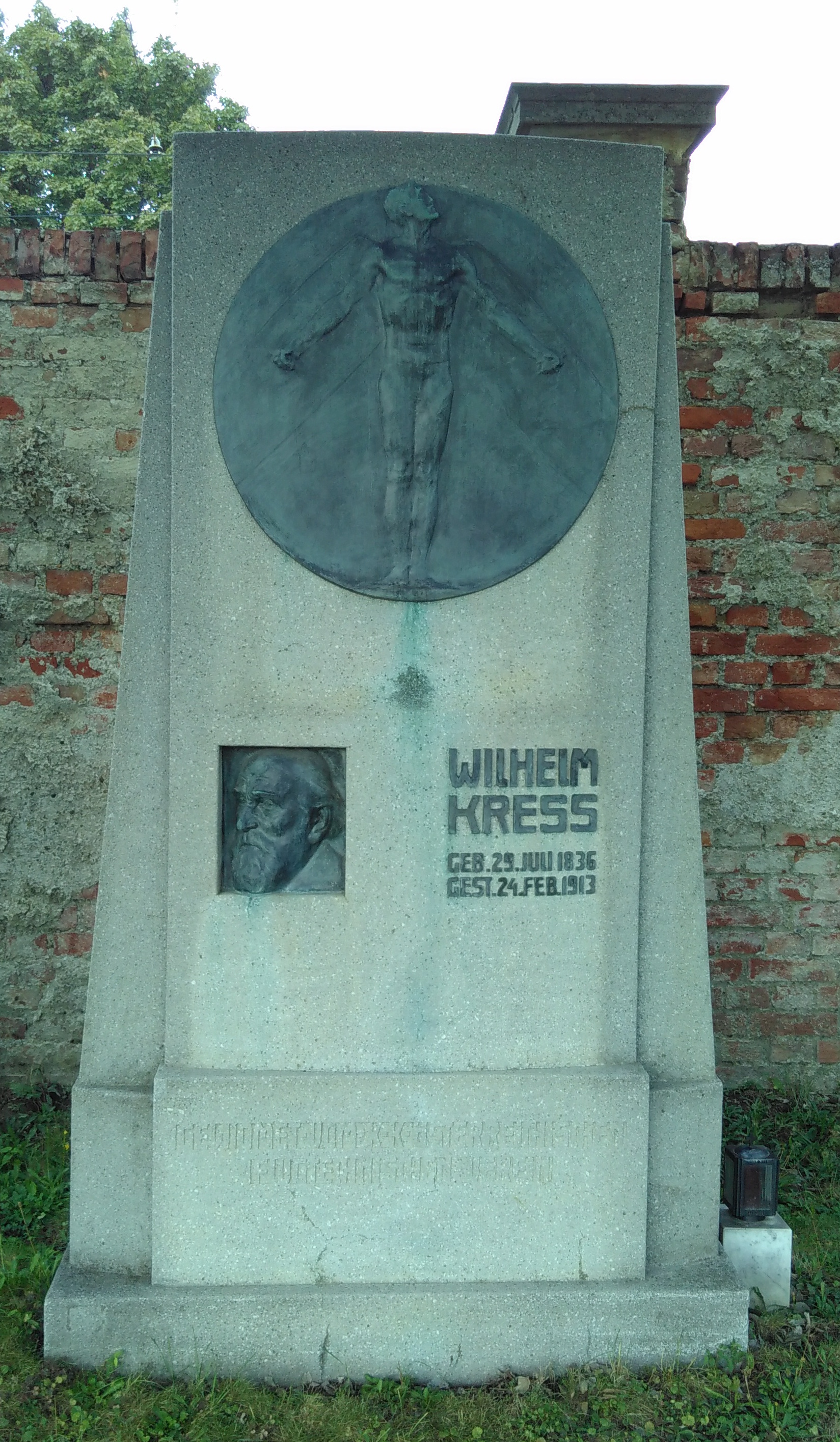
Ehrengrab am Wiener Zentralfriedhof

Sein von dem Bildhauer Andreas Kögler (1878–1956) gestaltetes Ehrengrab befindet sich auf dem Wiener Zentralfriedhof (Gruppe 0, Reihe 1, Nummer 65).

## Schriften
- Aërovéloce. Lenkbare Flugmaschine, erfunden und beschrieben. Bondi und Schmid, Wien 1880, OBV.
- Aviatik. Wie der Vogel fliegt und wie der Mensch fliegen wird. Spielhagen & Schurich, Wien 1905, OBV.
- Die erste Entwicklung des Drachenfliegers in Wien, als Antwort an Oberstleutnant Hoernes. Selbstverlag, Wien 1912, OBV.